# Ash et Scribbs
Ash et Scribbs ou Meurtre en banlieue au Québec (Murder in Suburbia) est une série télévisée britannique en douze épisodes de 50 minutes créée par Nick Collins, et diffusée du 13 mars 2004 au 2 juillet 2005 sur le réseau ITV1.
En France, elle a été diffusée à partir du 30 mars 2005 sur Paris Première puis rediffusée à partir du 10 janvier 2006 sur M6, et au Québec à partir du 2 mai 2006 sur Séries+.

## Synopsis
La série met en scène les enquêtes de deux détectives de police, Kate « Ash » Ashurst et Emma « Scribbs » Scribbins. Alors que tout semble opposer ces deux célibataires — la brune Ash est méticuleuse et entêtée alors que la blonde Scribbs est désordonnée et instinctive —, elles font montre d'une remarquable efficacité pour résoudre les crimes perpétrés dans les banlieues résidentielles de Londres.

## Fiche technique
- Titre original : Ash et Scribbs
- Titre québécois : Meurtre en banlieue
- Titre français : Murder in Suburbia
- Création : Nick Collins
- Scénario : Nick Collins, Simon McCleave et Scott Cherry
- Sociétés de production : Glem Royaume-Uni, Friendly Liveaction Modern Associates et Carlton Productions
- Société de distribution : ITV
- Pays d'origine :  Royaume-Uni
- Langue originale : anglais
- Format : couleur — 35 mm — stéréo
- Genre : policier
- Nombre d'épisodes : 12 (2 saisons)
- Durée : 50 minutes
- Dates de première diffusion :
  - Royaume-Uni : 13 mars 2004
  - France : 30 mars 2005

## Distribution

### Acteurs principaux
- Caroline Catz (en) (VF : Céline Duhamel) : inspectrice Kate « Ash » Ashurst
- Lisa Faulkner (VF : Nathalie Karsenti) : brigadier Emma « Scribbs » Scribbins
- Jeremy Sheffield (VF : Bruno Carna) : capitaine Sullivan

### Acteurs récurrents
- Glen Davies : Police Constable Tony Gallimore
- Stuart Nurse : Doctor David Weatherall, Police Pathologist

 Source et légende : version française (VF) sur RS Doublage

## Épisodes

### Première saison (2004)
1. Jalousie mortelle (Applejacks)
2. Au-delà des apparences (Stag Night)
3. Femmes fatales (Millionaire's Row)
4. Petites soirées entre amis (Sanctuary)
5. Le Prix de la réussite (A Good Deal of Attention)
6. Affaire de voisinage (Noisy Neighbours)

### Deuxième saison (2005)
1. Magie noire (Witches)
2. L'Escroc (Estate Agents)
3. Un beau mariage (The Wedding)
4. Une dernière danse (Salsa)
5. Attention chien fidèle (Dogs)
6. La Fin d'une star (Golden Oldies)